# Bagdi Sándor (geográfus)
Bagdi Sándor (Dévaványa, 1929. március 20. – Szeged, 2025. június) magyar geográfus, nyugalmazott főiskolai tanár, a szegedi Közéleti Kávéház oszlopos tagja.

## Élete
A tanítóképzőt 1947 és 1951 között végezte el Gyulán. 1959-ben kezdett oktatni a Szegedi Tanárképző Főiskola Földrajz tanszékén, 1976 és '93 között tanszékvezető-helyettes volt. 1993-'94 tanévben ő vezette a Földrajz tanszéket. Szegeden élt.